# Teho Teardo

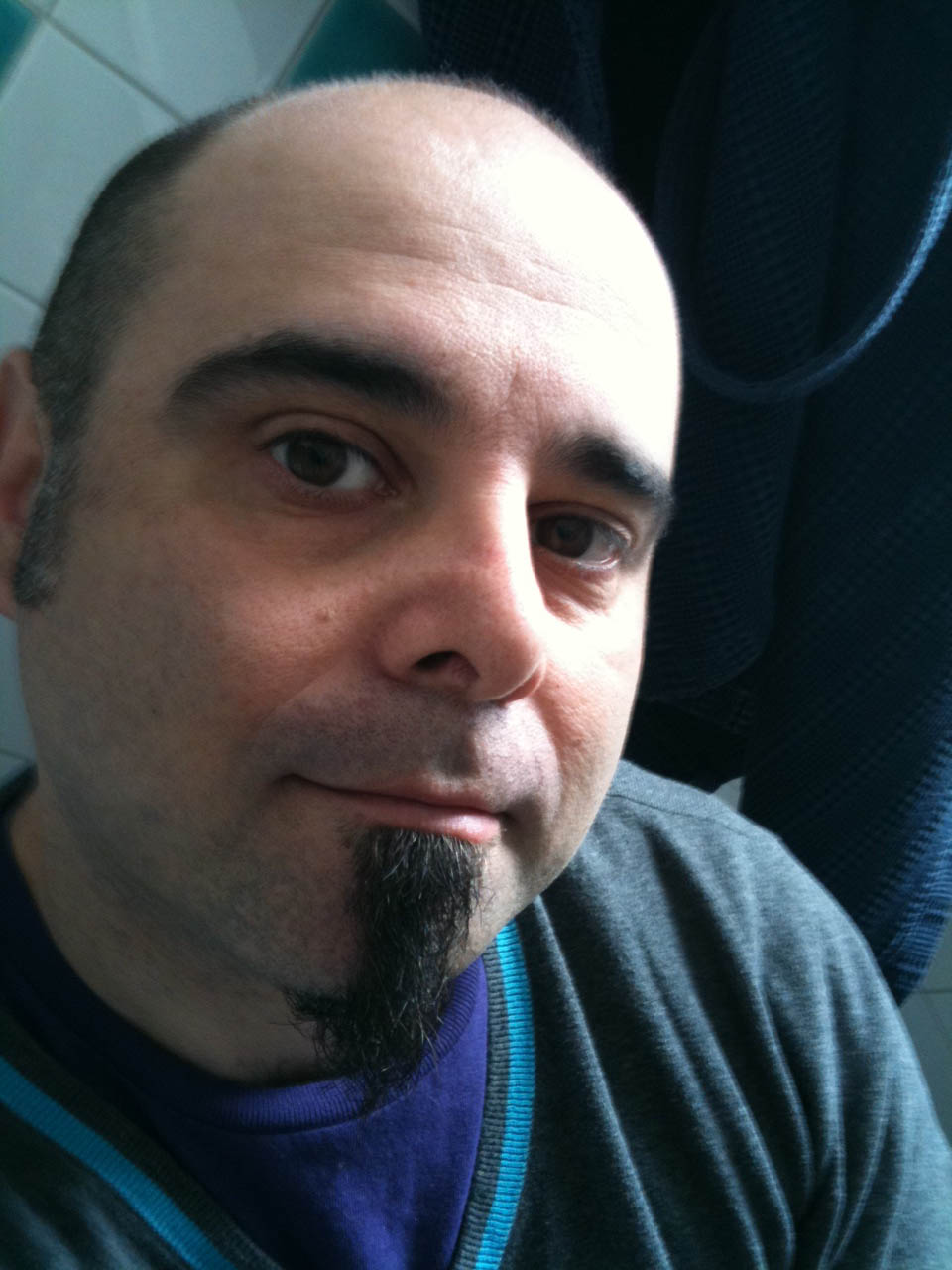
Teho Teardo

Teho Teardo (* 19. September 1966 in Pordenone als Mauro Teho Teardo) ist ein italienischer Musiker und Komponist. 
Mit 8 Jahren begann er Klarinette zu spielen, wandte sich später aber der Gitarre zu. Er war 1990 Mitbegründer der Rockband Meathead, die sich 1997 auflöste. Teardo arbeitete unter anderem mit dem britischen Produzenten und Musiker Mick Harris, der US-amerikanischen Sängerin Lydia Lunch, Blixa Bargeld, Alexander Bălănescu sowie Graham Lewis von der Band Wire zusammen. 2003 veröffentlichte er mit Scott McCloud, dem Sänger und Gitarristen der Band Girls Against Boys, unter dem Namen Operator ein Album. Danach tourte Teardo mit der britischen Rockband Placebo. 2006 brachte er mit dem Jazz-Cellisten Erik Friedlander das Album Giorni Rubati heraus. 
Teardo komponierte Musik für mehrere italienische Filme. Unter den Regisseuren waren Paolo Sorrentino, Gabriele Salvatores und Guido Chiesa. Für seine Komposition zum Film Il Divo erhielt er 2009 den bedeutenden Filmpreis David di Donatello.

## Filmografie (Auswahl)
- 2008: Il Divo
- 2010: Die Swingmädchen (Le ragazze dello swing)
- 2010: Ein ruhiges Leben (Una vita tranquilla)
- 2010: Rasputin
- 2012: Diaz – Don’t Clean Up This Blood (Diaz)
- 2014: Arteholic
- 2016: Slam (Slam: Tutto per una ragazza)
- 2028: Why are we creative?
- 2020: Moleküle der Erinnerung – Venedig, wie es niemand kennt (Molecole)
- 2021: Why are we (not) creative?
- 2022: Delta
- 2023: Luka
- 2023: In the Fire
- 2024: Reich um jeden Preis (Ricchi a tutti i costi)
- 2025: Zweitland